# Chomęciska Duże-Kolonia
Chomęciska Duże-Kolonia – część wsi Wisłowiec w Polsce, położona w województwie lubelskim, w powiecie zamojskim, w gminie Stary Zamość.
W latach 1975–1998 Chomęciska Duże-Kolonia należały administracyjnie do województwa zamojskiego.
Wierni Kościoła rzymskokatolickiego należą do parafii Wniebowzięcia Najświętszej Maryi Panny w Starym Zamościu.